# Comté de Warren (Virginie)
Pour les articles homonymes, voir Warren et Comté de Warren.
Le comté de Warren est un comté de Virginie, aux États-Unis.

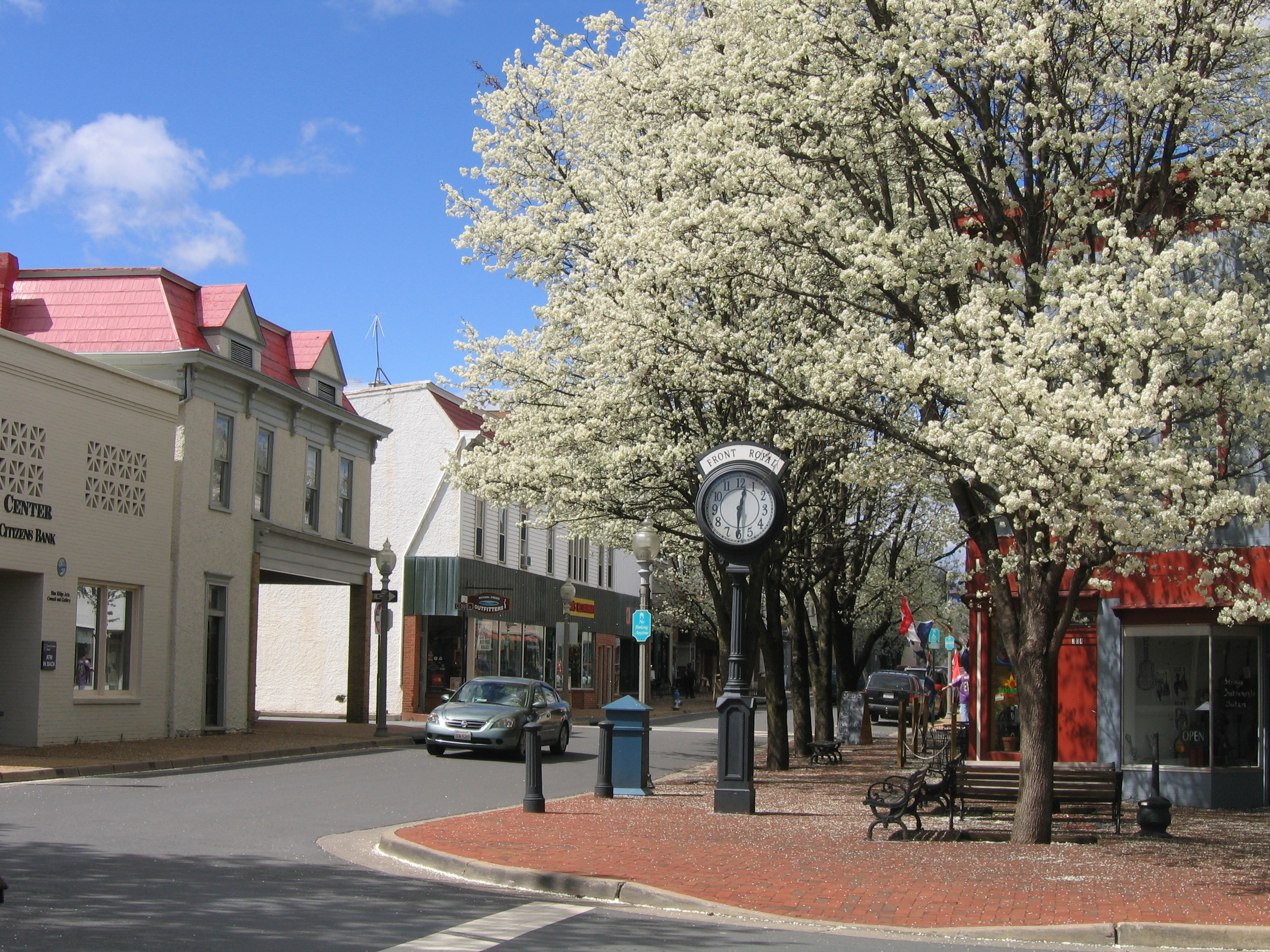
Grande rue de Front Royal.
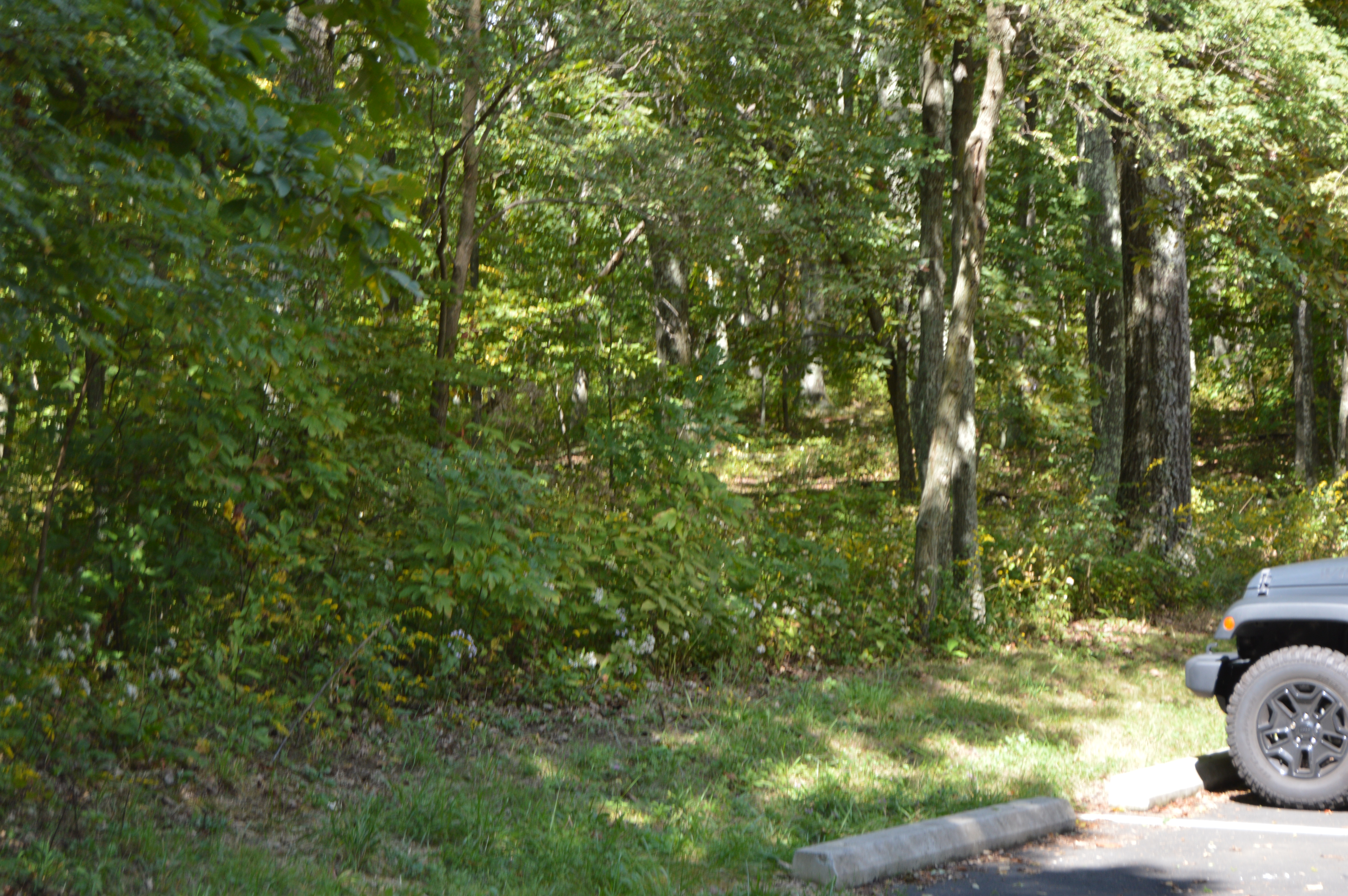
Compton Gap Site, site archéologique.
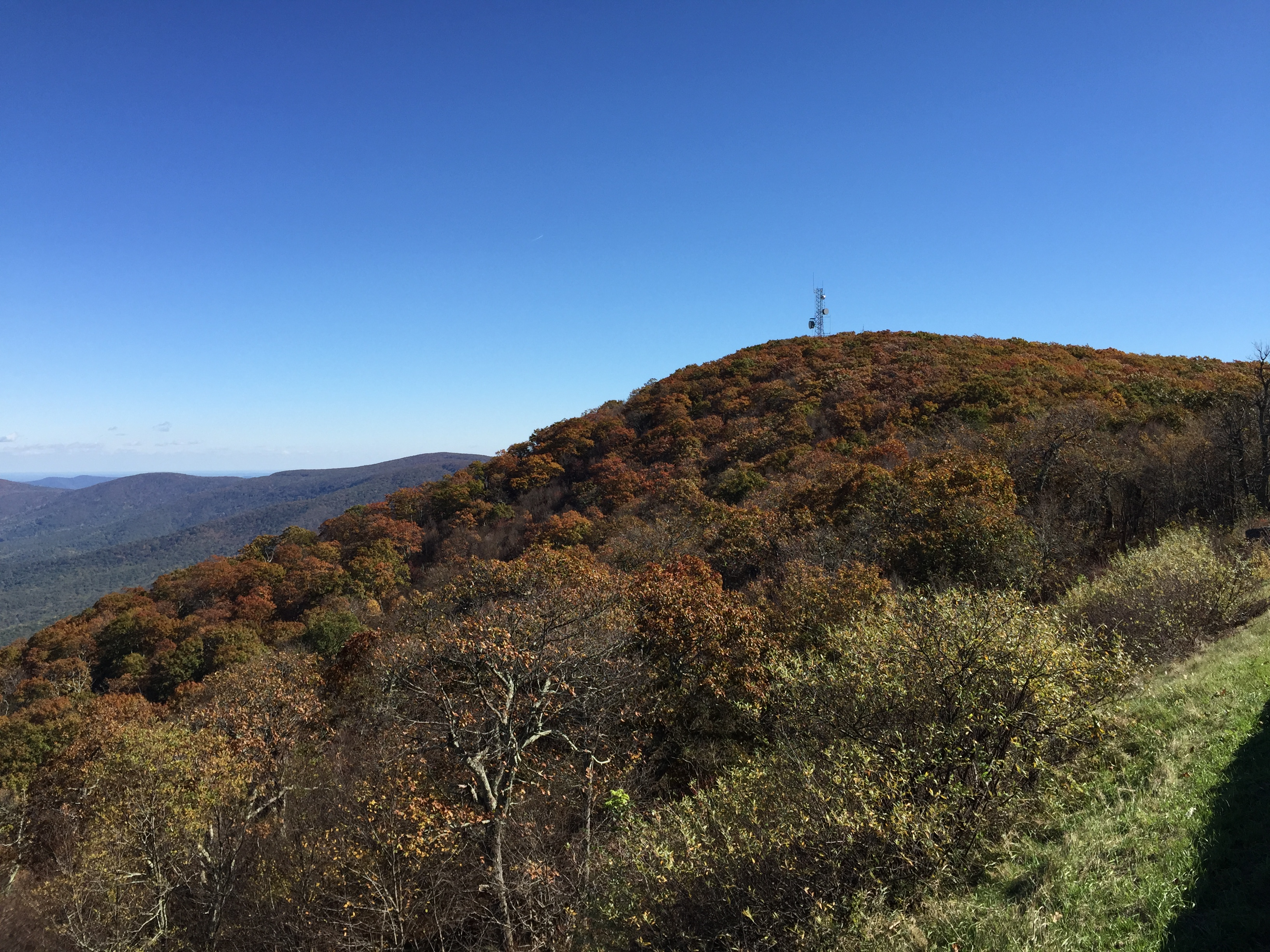
Hogback Mountain.